# Оливье, Жан-Пьер
Жан-Пьер Оливье (фр. Jean-Pierre Olivier, (6 мая 1939 — 6 января 2020, Брюссель) — бельгийский классический филолог и микенолог. Автор фундаментального исследования микенских писцов Кносса и многочисленных филологических и исторических работ, касающихся экономики, управления и налогообложения микенских царств.

## Биография
Учился в Свободном университете Брюсселя под руководством Клэр Прео (фр. Claire Préaux). Принадлежал к первому поколению исследователей, которые с 1960-х годов занимались изучением линейного письма Б — позднейшей формы критского письма (XV—XII вв. до н. э.). Они были вдохновлены недавней дешифровкой письма, которую в 1950—1953 годах осуществил Майкл Вентрис в сотрудничестве с Джоном Чедвиком.
Оливье работал над критскими иероглифами, линейным письмом А, линейным письмом Б и другими системами эгейского письма. В тесном сотрудничестве с Эмметтом Л. Беннеттом, Джоном Чедвиком, Луи Годаром и Джоном Т. Килленом принимал участие в создании корпусов надписей линейного А и линейного Б из Кносса и Пилоса. В соавторстве с Л. Годаром составил корпус надписей Линейного письма А, известный по акронимам авторов как GORILA. Позднее вместе с ним же (1996) опубликовал корпус надписей критскими иероглифами Corpus Hieroglyphicarum Inscriptionum Cretae, сокращённо CHIC.
Был членом Французской школы в Афинах — французского научного учреждения, действующего в Афинах с 1846 года.
Оливье был директором по исследованиям в бельгийском Национальном фонде научных исследований (F.N.R.S.). После выхода на пенсию стал почётным директором по исследованиям (фр. Directeur de recherches honoraire FNRS at Université Libre de Bruxelles).

## Личная жизнь
В конце 1960-х годов был непродолжительное время женат на греческой эллинистке Кристиане Сурвину (1945—2007).

## Некоторые работы
Монография
- Les scribes de Cnossos. Essai de classement des archives d’un palais mycénien (= Incunabala Graeca 17). Rom 1967. — Rez. von Maurice Leroy, in: L’Antiquité Classique 39, 1970, S. 263—264 (Digitalisat Архивная копия от 24 января 2022 на Wayback Machine).

Корпус надписей критскими иероглифами
- Соавтор: Louis Godart: Corpus Hieroglyphicarum Inscriptionum Cretae (= Études Crétoises 31). De Boccard, Paris 1996, ISBN 2-86958-082-7(Digitalisat Архивная копия от 19 ноября 2021 на Wayback Machine).

Корпус надписей Линейного письма A
- Соавтор: Louis Godart: Recueil des inscriptions en linéaire A. P. Geuthner, Paris 1976 (Études Crétoises, 21, tome 1: Tablettes éditées avant 1970).
- Соавтор: Louis Godart: Recueil des inscriptions en linéaire A. P. Geuthner, Paris 1976 (Études Crétoises, 21, tome 3: Tablettes, nodules et rondelles édités en 1975 et 1976).
- Соавтор: Louis Godart: Recueil des inscriptions en linéaire A. P. Geuthner, Paris 1978 (Études Crétoises, 21, tome 2: Nodules, scellés et rondelles édités avant 1970).
- Соавтор: Louis Godart: Recueil des inscriptions en linéaire A. P. Geuthner, Paris 1982 (Études Crétoises, 21, tome 4: Autres documents).
- Соавтор: Louis Godart: Recueil des inscriptions en linéaire A. P. Geuthner, Paris 1985 (Études Crétoises, 21, tome 5: Addenda, corrigenda, concordances, index et planches des signes).

Корпус надписей Линейным письмом B
- Соавторы: John Chadwick, Louis Godart, John T. Killen, Anna Sacconi, Jannis Athanasiu Sakellarakis (Hrsg.): Corpus of Mycenaean Inscriptions from Knossos. 4 Bände, Cambridge University Press, Cambridge 1987—1999, Auszüge Bd. 1 online Архивная копия от 24 января 2022 на Wayback Machine, Auszüge Bd. 2 online Архивная копия от 24 января 2022 на Wayback Machine, Bibliographischer Nachweis Bd. 3 Архивная копия от 24 января 2022 на Wayback Machine, Auszüge Bd. 4 online Архивная копия от 24 января 2022 на Wayback Machine.
- Соавторы: John T. Killen: The Knossos Tablets: A Transliteration. Ediciones Universidad de Salamanca, Salamanca, 5. Auflage 1989 (Minos, 11).
  - Соавторы: John Chadwick, John T. Killen: The Knossos Tablets: A Transliteration. Cambridge UP, Cambridge, 4. Auflage 1971.
- Соавторы: Emmett Leslie Bennett: The Pylos Tablets Transcribed. Vol. 1: Text and notes; vol. 2: Hands, concordances, indices. Ed. dell’Ateneo, Roma vol. 1: 1973, vol. 2: 1976.
- Соавторы: Louis Godart, C. Seydel und Christiane Sourvinou: Index généraux du linéaire B. Rom 1973 (Incunabula Graeca, LII).

Редактор
- mit Thomas G. Palaima (Hrsg.): Texts, Tablets and Scribes. Studies in Mycenaean epigraphy and economy offered to Emmett L. Bennett, Jr. Ediciones Universidad de Salamanca, Salamanca 1988 (Suplementos a Minos, 10). — (Festschrift, enthält einen Lebenslauf).
- mit John Tyrell Killen, José L. Melena (Hrsg.): Studies in Mycenaean and classical Greek presented to John Chadwick. Ediciones Universidad de Salamanca, Salamanca 1987 (Minos, 20-22).